# تحرش جنسي
التحرش الجنسي هو تنمر أو إكراه على فعل جسدي، أو وعد غير لائق أو غير مرحب به بمكافآت مقابل خدمات جنسية. وفي معظم القوانين الحديثة يعد التحرش الجنسي غير قانوني، وتقول عنه لجنة تكافؤ فرص العمل الأمريكية: "أنه لمن المؤسف تعرض شخص (موظف أو متقدم للعمل) للمضايقة فقط بسبب جنسه.
يمكن أن يتضمن «التحرش الجنسي» التلميحات الجنسية، أو طلب خدمات جنسية وأي مضايقات لفظية أو جسدية لها طبيعة جنسية. وتختلف عقوبة التحرش القانونية باختلاف السلطة القضائية. والتحرش الجنسي هو رهن توجيه الأتحاد الأوروبي. يمكن أن يحدث التحرش في العديد من البيئات الاجتماعية المختلفة مثل: أماكن العمل، المنزل، المدرسة، الأماكن الدينية، وغيرها. يمكن أن يكون المتحرش أو الضحية من أي جنس.
يعد التحرش الجنسي في الولايات المتحدة ممارسة توظيف غير قانونية وانتهاك للمادة السابعة من قانون الحقوق المدنية لعام 1964، وهو القانون الفيدرالي للمساواة في فرص العمل والذي ينص على منع العنصرية بناءً على خمس فئات وهي: الجنس والعرق واللون والدين والأصل الوطني.
ورغم وجود القوانين التي تمنع التحرش إلا أنها لا تمنع المعاكسات البسيطة والتعليقات المسيئة والحوادث الصغيرة، أي أنهم لا يطبقون قوانين الكنيسة العامة. في العمل، يعتبر التحرش غير قانوني عندما يكون حاد ومتكرر لدرجة خلق جو عمل عدائي وعدواني أو عندما يؤدي إلى قرارات توظيف سلبية (كإنزال رتبة الضحية أو طردها أو استقالتها)، ولكن مع ذلك يختلف تعريف التحرش الجنسي باختلاف الثقافة.
في قانون التوظيف في الولايات المتحدة يمكن أن يكون المتحرش رئيس الضحية في العمل أو رئيس في منطقة أخرى أو فرد ليس بموظف أو موظِف كعميل أو زبون، والمتحرش والضحية قد يكونا من أي جنس.
و قد يكون أي فعل سواء كان انتهاك بسيط أو إساءة جنسية أو اعتداء جنسي نوع من التمييز الغير قانوني في العمل في عدة بلاد ونوع من الإساءة (الجسدية والنفسية) والتمييز. بالنسبة للكثير من المنظمات والشركات، أصبح منع التحرش الجنسي والدفاع عن الموظفين ضد تهم التحرش الجنسي أهداف رئيسية لمتخدي القرارات القانونية.
يعتبر التحرش الجنسي من قبل صاحب العمل من أشكال التمييز في العمل غير القانونية. بالنسبة للعديد من الشركات والمؤسسات، أصبح منع التحرش الجنسي والدفاع عن الموظفين من تهم التحرش الجنسي، من الأهداف الرئيسية لإتخاذ القرارات القانونية.
ويُعرِّف المركز المصري لحقوق المرأة التحرش الجنسي بأنه «كل سلوك غير لائق له طبيعة جنسية يضايق المرأة أو يعطيها إحساسا بعدم الأمان».
ويُعرَّف التحرش الجنسي على أنه أي صيغة من الكلمات غير المرحب بها أو الأفعال ذات الطابع الجنسي والتي تنتهك جسد أو خصوصية أو مشاعر شخص ما وتجعله يشعر بعدم الارتياح، أو التهديد، أو عدم الأمان، أو الخوف، أو عدم الاحترام، أو الترويع، أو الإهانة، أو الإساءة، أو الترهيب، أو الانتهاك أو أنه مجرد جسد.

## أصل الكلمة وتاريخها
يعتبر مصطلح التحرش الجنسي في ظل فهمه الحديث مصطلحًا جديدًا نسبيًا، يبدأ من 1970 فصاعدًا، رغم وجود مصطلحات أخرى تعبر عنه قبل تلك الفترة. مصطلح «التحرش الجنسي» تم استخدامه في 1973 في «حلقات زحل» وهو تقرير قدمته ماري رو-Mary Rowe الرئيس والمستشار لمعهد ماساشوستس للتكنولوجيا-MIT حينها عن الأشكال المختلفة للقضايا الجنسية. أعلنت رو أنها ليست أول من استخدم هذا المصطلح حيث أنه كان في التجمعات النسائية في ماساشوستس في بدايات السبيعنات. ولكن MIT قد تكون من أول المؤسسات الكبيرة التي تناقش هذا الموضوع (طبقًا للمجلس الأكاديمي لMIT) وتُطور سياسات وإجراءات تخص الموضوع. وتعرفت أيضًا في وقتها على إصابات بسبب التحرش العرقي ومضايقات السيدات بسبب اللون والذي يعتبر تحرش عرقي وجنسي في نفس الوقت. وصرح رئيس MIT بأن التحرش (التحيز) مناقض لرسالة الجامعة وأنه غير مسموح للأفراد.
في كتاب وقتنا: مذكرات ثورة-In Our Time: memoir of a revolution في عام 1999، تقتبس الصحفية سوزان براونميلر-Susan Brownmiller عن ناشطي جامعة كورنل-Cornell -الذين اعتقدوا أنهم صاغوا مصطلح التحرش الجنسي في 1975-: «كان يجلس ثمانية منا في مكتب... نفكر فيما سنكتبه على ملصقاتنا في حديثنا العلني. وكنا نشير إليه بمصطلحات التخويف الجنسي أو الإكراه الجنسي أو الاستغلال الجنسي في العمل. ولكن أيًا من تلك الأسماء لم يكن صحيحًا تمامًا. لقد أردنا اسمًا يتضمن كل الأفعال المستمرة الواضحة والمخفية. وجاء أحدهم بكلمة» التحرش«. «التحرش الجنسي» واقفنا جميعًا، وكان هذا ما كان.»
هؤلاء الناشطين (لين فارلي-Lin Farley وسوزان ماير-Susan Mayer وكارين سوفينييه-Karen Sauvigne) شكّلوا معهد المرأة العاملة والذين كانوا جنبًا إلى جنب مع الاتحاد ضد الإكراه الجنسي-والذي تم تأسيسه بواسطة الناشطين فريدا كلاين-Freada Klein ولين ويرلي-Lynn Wehrli وإليزابيث كونستونز-Elizabeth Cohn-Stunz في 1976- وهم بعض المؤسسات الرائدة التي احضرت مصطلح التحرش إلى انتباه العامة في أواخر السبعينات. تتوافق أول صيغة قانونية لمصطلح التحرش الجنسي مع التمييز الجنسي -و لذلك تم اعتبارها تصرف محظور تحت المادة السابعة من قانون الحقوق المدنية لعام 1964- وظهرت في 1979 في كتاب «التحرش الجنسي للنساء العاملات» لكاثرين ماكينون-Katharine Mackinnon.
وظل هذا المصطلح غير معلوم للكثيرين (خارج الدوائر الأكاديمية) حتى بداية التسعينات عندما أدلت أنيتا هيل-Anita Hill بشهادتها ضد كلارينس توماس-Clarence Thomas المرشح للمحكمة العليا في الولايات المتحدة، ومنذ أن شهدت هيل في 1991 زاد عدد شكاوي التحرش الجنسي في أمريكا وكندا بنسبة 58% وارتفعت بشكل مطرد.

## المواقف
يحدث التحرش الجنسي تحت العديد من الظروف كأماكن العمل المتنوعة مثل: المصانع والمدارس والأكاديميات وهوليوود وشركات الموسيقى. غالبًا ما يكون المتحرش ذو وظيفة أو سلطة أعلى من الضحية (بسبب اختلاف السن والعلاقات الاجتماعية والسياسية والوظيفية) أو متوقع له أن يصل إلى تلك السلطة عن طريق الترقية وقد تتضمن طرق التحرش:
- أن يكون المعتدي أي شخص كزبون أو زميل في العمل أو والد أو والدة أو وصي قانوني أو قريب أو مدرس أو طالب أو صديق أو شخص غريب.
- يمكن أن يختلف مكان الاعتداء من المدرسة إلى الجامعة إلى العمل وغيرها.
- قد يوجد أو لا يوجد شهود وحضور.
- يمكن ألا يكون المعتدي مدرك تمامًا أن افعاله عدوانية أو تشكل تحرش جنسي أو أنها غير قانونية.
- يمكن أن يحدث الاعتداء وتكون الضحية غير مدركة للفعل أو معناه.
- يمكن أن يحدث الاعتداء مرة واحدة فقط ولكن غالبًا ما يكون حدث متكرر.
- التأثيرات العكسية تظهر على الضحية عموما على شكل ضغط نفسي وتوتر وانعزال عن الحياة الاجتماعية والنوم وصعوبات في الأكل وبوجه عام تدهور في الحالة الصحية.
- يمكن أن يكون المتحرش والضحية من أي جنس (ليس شرطاً أن تكون امرأة).
- ليس من الضرورة أن يكون المعتدي من الجنس الآخر.
- يمكن أن تحدث الواقعة لاعتقاد المتحرش أنه فسّر أفعاله ولكنها لم تُفهم بالشكل المطلوب. ويمكن أن يكون عدم الفهم مبرر أو غير مبرر ومثال على الغير مبرر: عندما تُعجب امرأة برجل لدرجة أنها لا تفهم رسالته الواضحة بالتوقف.
ومع تقدم الإنترنت والعلاقات الاجتماعية يزداد التحرش الجنسي عبر الإنترنت مثلًا في الألعاب الإلكترونية.
وطبقًا لدراسة إحصائية أجراها المركز البحثي بيو-PEW، فإن 25% من السيدات و 13% من الرجال في أعمار تتراوح بين ال18 وال24 تعرضوا لمضايقات جنسية عبر الإنترنت.

## في مكان العمل
تُعرِّف لجنة تكافؤ فرص العمل الأمريكية التحرش الجنسي في العمل على أنه: «تلميح جنسي غير مرحب به أو طلب خدمة جنسية أو أي سلوك أو قول -واضح أو ضمني- له طبيعية جنسية ويؤثر على وظيفة الشخص ويتداخل بشكل غير معقول في أدائه للعمل أويخلق جو عمل عدائي ومخيف.»
- 79% من الضحايا نساء و21% رجال.
- 51% يُتحرش بهم بواسطة رؤسائهم.
- الأعمال الحرة والتجارة والخدمات البنكية والمالية هي أكثر وظائف يحدث فيها التحرش.
- 12% تم تهديدهم بالطرد إن لم يوافقوا على الخدمات المطلوبة منهم.
- 26000 شخص في القوات المسلحة تم الاعتداء عليهم في 2012.
- 302 من 2558 قضية رُفعت بواسطة الضحايا تمت محاكمتهم.
- 38% من الحالات اقترفت بواسطة أشخاص ذوي مكانة عالية.
- المادة السابعة من قانون الحقوق المدنية لعام 1964 هي قانون فيدرالي يمنع من التمييز ضد الموظفين بناءًا على الجنس والعرق واللون والدين والأصل الوطني. ويُطبق عادةً على الرؤساء ذوي الـ15 موظف أو أكثر، ويتضمن الحكومات المحلية والفيدرالية وحكومات الولايات. المادة السابعة تُطبق أيضًا على الكليات والجامعات الحكومية والخاصة ووكالات التوظيف ومنظمات العمل.
- «إنها ممارسة عمل غير قانونية للموظِف أن يميز بين أي فرد بالنسبة للتعويضات والظروف والشروط والامتيازات بسبب عرق الفرد أو لونه أو دينه أو جنسه أو أصله الوطني.»

## السلوكيات المتنوعة
أحد صعوبات فهم التحرش الجنسي هو أنه يتضمن نطاق من الأفعال. في معظم الحالات يكون من الصعب على الضحية أن تصف الحادثة، وقد يكون ذلك بسبب صعوبة تصنيف الموقف أو بسبب الضغط والإذلال الذي تعرضت له الضحية. علاوة على ذلك، التصرفات والدوافع تختلف بين الحالات الفردية.
قسمت Dzeich it al المتحرشين إلى قسمين رئيسيين:
- متحرش عام ويكون فاضح في أفعاله الجنسية والمغرية ضد زملاؤه في العمل وتلاميذه...إلخ.
- ومتحرش خفي يزرع صورة محترمة أمام الناس ولكن عندما يكون وحيدًا مع الضحية يتغير سلوكه.
توضح Langelan  أربعة أنواع من المتحرشين:
- المتحرش المفترس والذي يحصل على إثارة جنسية بإذلال الآخرين وقد يتورط في ابتزاز جنسي وقد يتحرش عادة ليرى رد فعل الضحية. والضحايا الذين لا يقاومون قد يتعرضوا للاغتصاب.
- المتحرش المسيطر وهو النوع الأكثر انتشارًا والذي يتحرش ليزيد من ثقته في نفسه وغروره.
- المتحرش الإستراتيجي والمحلي: والذي يحاول المحافظة على امتيازاته في العمل. كمضايقة رجل لامرأة موظفة في وظيفة ذكورية.
-  متحرش الشارع وهو نوع آخر من المضايقة في الشارع بواسطة غرباء ويتضمن السلوكيات اللفظية والجسدية، والتعليقات الجنسية على المظهر الجسدي أو وجود شخص في مكان ما.

## الوقاية
يتم منع التحرش الجنسي بواسطة المدارس الثانوية والكليات وفي أماكن التدريب للطلاب. العديد من الجمعيات النسائية والأخويات في الولايات المتحدة تأخد تدابير وقائية ضد المعاكسات في أوقات جمع التبرعات. العديد من المؤسسات اليونانية والجامعات لها سياسات ضد المعاكسات والتي تُعرِّف المعاكسات وأمثلتها تعريفًا صريحًا وتعرض تدابير وقائية لتلك الحالات. برامج تدريب مكافحة التحرش الجنسي لديها دليل على فعالية تلك السياسات، وتقترح بعض الدراسات أن التدريب يمكن أن يعطي نتائج عكسية ويعزز الأنواع النمطية الأجتماعية التي تضع المرأة في وضع مسئ.

## التأثير
يختلف تأثير التحرش الجنسي. ففي بحث لوكالة الحقوق الأساسية بالاتحاد الأوروبي، سُؤلت 17335 امرأة من ضحايا التحرش عن الشعور الناتج عن التعرض لأخطر حادثة تحرش تعرضن لها، وكانت أكثر الشعور انتشارًا هي الغضب والإحراج والمضايقة، بنسبة 45% من النساء شعرن بالغضب و41% شعرن بالمضايقة و36% شعرن بالإحراج.
وعلاوة على ذلك، فإن حوالي واحدة من ثلاثة نساء (29%) من الذين تعرضوا للتحرش الجنسي يقلن أنهم شعرن بالخوف عند التعرض لأخطر حادثة تحرش، بينما شعرت حوالي واحدة من خمس نساء (20%) بالعار مما حدث. في مواقف أخرى قد يؤدي التحرش إلى الضغط والاكتئاب المؤقت أو الدائم على حسب قدرة الضحية النفسية على التأقلم ونوع التحرش ووجود الدعم الأجتماعي للضحية أو عدم وجوده.
يقول علماء النفس والأخصائيين الاجتماعيين أن التحرش الجنسي الحاد أو المتكرر قد يكون له نفس التأثير النفسي كالاغتصاب أو الاعتداء الجنسي. والضحايا الذين لا يستسلمون للتحرش قد يتعرضوا لأنواع مختلفة من الرغبة في الانتقام ومن  ضمنها الانعزال والتنمر.
يحرم التحرش الجنسي النساء من النشاط الاجتماعي والمشاركة الاقتصادية كتأثير اجتماعي واقتصادي شامل كل عام، ويكلف ملايين من الدولارات في فرص تعليمية ومهنية ضائعة خاصة للبنات والسيدات. ومع ذلك فإن عدد الرجال المتأثرين بهذه الصراعات لابد أن يُأخذ في الاعتبار.

### التأقلم
على حسب تعريف التحرش الجنسي فهو غير مرغوب فيه ولا يُحتمل. ولكن مع ذلك، هناك طرق تلجأ إليها الضحايا للتغلب على التأثيرات النفسية الناجمة والبقاء في المجتمع أو العودة إليه واسترجاع المشاعر الصحية في نطاق العلاقات الخاصة واسترجاع الموافقة الاجتماعية واستعادة القدرة على التركيز والإنتاج في الأجواء الدراسية والمهنية. وتتضمن تلك الطرق التحكم في الضغط وإزالة الصدمة والإبلاغ عن الحادث قد لا يؤدي إلى النتيجة المرجوة وقد يتم تجاهله أو قد يؤدي إلى زيادة سوء حالة الضحية.
عام 1991، ظهرت دراسة بواسطة كيه أر يانج-K.R.Young عن وجود ثلاث طرق تم تطويرها بواسطة مجموعة من النساء يعملن كعمال لمناجم فحم لمعالجة التحرش الجنسي في العمل وهن: «السيدة» و«المُغازِلة» و«المسترجلة». «السيدات» لقد كن النساء الأكبر في السن الذين اتجهوا للبعد عن الرجال وإبقاء مسافة بينهم وتجنبوا استخدام الشتائم أو أداء أي تصرف قد يُفهم على أنه مثير ويميلن للتأكيد من مظهرهن وأفعالهن على أنهم سيدات. الآثار الناتجة «للسيدات» أنهن كن أقل من يتعرضن للمضايقات والتحرش ولكنهن أيضًا قبلن أن يكن الأقل مقامًا والأقل في الرواتب.
«المُغازِلات» كانوا غالبًا النساء الصغيرة العازبات. كوسيلة للدفاع عن النفس تظاهروا بالشعور بالإطراء عندما تم التعليق عليهن بتعليقات جنسية. وبناءًا على ذلك، نُظِر إليهن على أنهن «تجسيد للمرأة النمطية»، واعتبارهن فاقدات الإمكانية وبالتالي أُعطين أقل فرص لتطوير مهارات العمل وتأسيس علاقات اجتماعية وهويات شخصية كعمال مناجم.
أما عن «المسترجلات» فكن غالبًا سيدات عازبات ولكن أكبر سنًا من «المُغازِلات». حاولن أن يبعدن أنفسهن عن الصورة النمطية وركزن على مكانتهن كعاملات مناجم وحاولن تكوين «جلد سميك». كانوا يردون على المضايقات بالمزاح أو الردود وأيضًا بالكلام الجنسي والمعاملة بالمثل. وكنتيجة لذلك، كان يتم رؤيتهم غالبًا كعاهرات أو فاسقات  وكنساء خرقن الأزدواجية الجنسية. وبناءًا على ذلك، تعرضن لمضايقات أكثر بواسطة بعض الرجال، ولم يكن من الواضح إن كانت تلك الطريقة قد أدت للحصول على مهام عمل أفضل أم أسوأ.
نتائج تلك الدراسة قد يكون قد طُبقت على أماكن عمل أخرى كالمصانع والمطاعم والمكاتب والجامعات. وتستنج الدراسة أن الطرق الفردية للتعامل مع التحرش الجنسي غالبًا ما تكون غير فعالة ومن الممكن أن يكون لها آثار عمل سلبية على مكان العمل وقد تؤدي أيضًا إلى زيادة التحرش الجنسي. فالنساء اللاتي يحاولن التعامل مع التحرش بمفردهن غالبًا ما يكنّ خاسرات بغض النظر عما يفعلنه.

### الآثار الشائعة لدى الضحايا
الآثار النفسية والمهنية والأكاديمية والمادية والاجتماعية الشائعة الناتجة عن التحرش الجنسي والثأر:
. أن تصبح الضحية معروفة «جنسيًا» (أي أن بعض الناس «يقيّمون» الضحية ليروا ما إن كانت «تستحق» الأهتمام الجنسي أو التأثير على مهنة المتحرش).
·        أن تتعرض الضحية للإذلال بسبب التفحص والنميمة.
·        انخفاض الأداء الدراسي أو المهني كنتيجة للضغط النفسي وزيادة الغياب خوفًا من تكرار الحادثة.
·        الافتراء على الضحية وسمعتها.
·        التأثير على الحياة الجنسية والعلاقات، حيث يزيد الضغط على العلاقات الخاصة وقد تؤدي أحيانًا إلى الطلاق.
·        الطرد أو رفض فرص العمل مما يؤدي إلى خسارة الحياة المهنية والدخل.
·        أن تُعرض حياة الضحية الخاصة لتفحص العامة، حيث تُتهم الضحية بسبب الملابس ونمط الحياة وتتعرض حياة الضحية الخاصة للهجوم.
·        الاضطرار إلى ترك الدراسة وتغيير الخطط الأكاديمية وخسارة الرسوم الدراسية بسبب الخوف من تكرار التجربة أو كنتيجة للضغط النفسي.
·        الاضطرار للانتقال لمدينة أخرى وعمل آخر ومدرسة أخرى.
·        خسارة التوصيات والمراجع.
·        خسارة الثقة في البيئات المماثلة لبيئة الحادث.
·        خسارة الثقة في الأشخاص المماثلين للمتحرش والذين يشغلون نفس المنصب -خاصة إن كانوا غير متفهمين- وصعوبات وضغط في العلاقات مع الزملاء والأقران.
·        ضغط نفسي وخسائر صحية.
·        ضغط الناتج من شبكات الدعم والنبذ في المحيط المهني والأكاديمي (الأصدقاء والزملاء و
العائلة قد يبعدون نفسهم عن الضحية أو يتجنبوها تمامًا).
بعض التأثيرات النفسية والصحية التي تحدث للضحية نتيجة للضعط والإذلال: الاكتئاب والقلق ونوبات الفزع وقلة النوم والكوابيس والخجل والشعور بالذنب وصعوبة التركيز والصداع والإرهاق وخسارة الحافز ومشاكل المعدة واضطراب الأكل (خسارة أو زيادة الوزن) والإدمان على الكحول والشعور بالخيانة وبالاعتداء والغضب والعنف تجاه الجاني والعجز وزيادة ضغط الدم وخسارة الثقة في النفس والناس عمومًا والانسحاب والانعزال والشعور بالضعط الناتج عن الصدمة والأفكار والمحاولات الانتحارية والانتحار.

### ثأر ما بعد الشكوى ورد الفعل العنيف
الثأر والتعامل بعنف مع الضحية شائع جدًا خاصةً إذا قامت الضحية برفع دعوى. فالضحايا الذين يتكلمون علنًا ضد التحرش الجنسي عادةً ما يصنفون كـ«صنّاع مشاكل» أو أنهم يحاولون كسب السيطرة أو يبحثون عن الاهتمام. ففي حالات الأغتصاب والاعتداء الجنسي عادةً ما تصبح الضحية هي المتهم بسبب مظهرها وحياتها الخاصة وشخصيتها التي تتعرض للهجوم والتدقيق. ويتعرضن للعداء والانعزال عن الزملاء والرؤساء والمعلمين والطلبة وحتى الأصدقاء. وقد يصبحن هدفًا للسرقة وللعدوانية من الأقرباء.
ليس بالضرورة أن تكون النساء متعاطفة مع شكاوى النساء اللاتي تعرضن للتحرش. فلو أن المتحرش ذكر فالتمييز الجنسي الداخلي (أو حتى الغيرة من الاهتمام الجنسي نحو الضحية) قد يدفع بعض النساء للتعامل بعدائية مع الضحية مثل بعض الزملاء الذكور. والخوف من أن يكن هن أهداف للتحرش أو من الثأر يجعل بعض النساء تتعامل بعدوانية. فعلى سبيل المثال، عندما رفعت لويس جينسون-Lois Jenson دعوى قضائية ضد شركة إيفيليث تاكونيت-Eveleth Taconite co. تم تجنبتها زميلاتها النساء في العمل وفي المجتمع أيضًا، ولاحقًا انضمت بعض النساء إلى تلك الدعوى. بعض النساء أيضًا يعاملن الضحية بعنف من أجل توطيد علاقاتهم بزملائهم الرجال وبناء الثقة بينهم.
يظهر الثأر من ضحية التحرش الجنسي عندما تعاني من فعل سلبي كنتيجة للتحرش. فعلى سبيل المثال، عندما يحصل المدّعِي على تقييم سيئ أو درجات منخفضة أو تتعطل مشاريعهم أو يتم حرمانهم من فرص أكاديمية ومهنية أو تُقلل ساعات عملهم أو أي فعل ضدهم يقلل من قدرتهم على الإنتاج أو قدرتهم على التقدم في العمل أو الدراسة كطردهم بعد تقدمهم بشكوى أو معاقبتهم بالوقف عن العمل أو طلب الاستقالة منهم. وقد يتضمن الثأر المزيد من التحرش الجنسي أو تعقب الضحية أو مطاردتها إلكترونيًا. علاوة على ذلك، فأستاذ الجامعة أو المدير المتهم بالتحرش الجنسي أو زميل الجاني قد يستخدم سلطته في التأكد من أن الضحية لن يتم تعيينها مجددًا (يتم وضعها على القائمة السوداء) أو أنها لن تُقبل في جامعة أو مدرسة أخرى.

واحدة من النساء اللاتي شاركت تجربتها في التعرض للتحرش الجنسي من استاذها -الناشطة النسائية والكاتبة نايومي وولف-Naomi wolf- كتبت في 2014: 
«أنا اخجل مما أقوله لهم، أنهم عليهم فعلًا القلق عندما يتهموا احدهم لأن ما يخافونه سيحدث غالبًا. لا توجد امرأة واحدة ممن تحدثت معهم لم يحدث لها ما هو أسوء من الصمت. واحدة منهن على ما أتذكر تركت المدرسة بسبب ضغط اقرانها عليها. والعديد منهن واجه مماطلة روتينية. العديد منهن فقدن مكانتهن الأكاديمية كفائقات بين عشية وضحاها، فالتوصيات لم تعد تكتب والمنح انتهت. لم تُقابل أيًا منهن بطريقة منطقية ليست ضدهم، فعادة من يملكون القرار في الجامعات والكليات -بالذات الخاصة منهم- يتآمرون مع عضو الجامعة المتهم، ليس لحمايته بالضرورة ولكن لحماية سمعة الجامعة وليمنعون تلك المعلومات من التأثير على نساء أخريات. تلك الطريقة لا تؤدي إلى مجتمع متزن ولكنها تثستخدم للحد من الأضرار.»
سيدة أخرى قابلتها الاجتماعية هيلين واتسون-Helen Watson قالت: «مواجهة الجريمة والاضطرار إلى التعامل معها في العلن هو أسوء من المعاناة في صمت. لقد وجدت أنها أسوء كثيرًا من التحرش نفسه.»

### ضغط رد الفعل العنيف
ضغط رد الفعل العنيف هو ضغط ناتج عن عدم تأكد الضحية من تغيير مبادئ التعامل في العمل مع النساء. وهو ما يمنع الرجال في العمل من مصادقة زملائهم السيدات أو تقديم أي نوع من المساعدة كفتح الباب مثلًا. وكنتيجة لذلك فإن النساء يشعرن بالعجز بسبب قلة التواصل الضرورية والإرشاد.

## السياسات والإجراءات المؤسسية
لدى العديد من الشركات سياسات ضد التحرش الجنسي، ولكن تلك السياسات لم تُصمم لتنظيم العلاقات الرومانسية مما يخالف الغرائز الإنسانية.

التصرف بناءًا على بلاغ تحرش في مؤسسة من المفترض أن يكون:
التحقيق في الشكوى يجب أن يكون مُصمم للحصول على جميع الحقائق بشكل وافي، وكتابة تقرير سريع المدعِي أن التحقيق انتهى وأنه تم اتخاذ فعل ملائم حيال تلك الشكوي.
·        مارك أي سيكمان-Mark I. Schickman، التحرش الجنسي. دور الموظِف في المنع- نقابة المحاميين الامريكيين.
عندما لا تأخد الشركات إجراءات مختصة ومرضية للتحقيق المناسب ولا توفر المشاورة والتوجيه النفسي ولا تبت في المشكلة يؤدي ذلك إلي:
·        قلة الإنتاج وزيادة مشاكل الفريق.
·        عدم الرضا عنالدراسة أو العمل.
·        خسارة الطلاب والعاملين. فالطلاب يتركون المدارس والعاملين يستقيلون لتجنب المضايقات واستقالة أو طرد المتحرشين المزعومين.
·        قلة الإنتاج وزيادة غياب العاملين والطلبة الذيت تعرضوا للتحرش.
·        زيادة المصاريف بسبب الأجازات المرضية مدفوعة الأجر والرعاية الصحية بسبب العواقب الصحية للتحرش والثأر.
·        معرفة أن التحرش مسموح يمكن أن يُتلف المعايير الأخلاقية والانضباط في المؤسسة عمومًا، حيث يفقد الطلاب والعاملين ثقتهم واحترامهم للأكبر منهم الذين يمارسون التحرش أو يغضوا الطرف عنه أو يعاملونه بشكل غير صحيح في العموم.
·        إن لم تُعامل المشكلة بطريقة صحيحة أو تم تجاهلها قد يؤثر ذلك على صورة الشركة أو المدرسة.
تشير الدراسات إلى أن المناخ المؤسسي (تسامح المؤسسة وسياساتها وإجراءاتها... إلخ) ومناخ العمل أساسيين لفهم الظروف التي قد يحدث فيها التحرش، وكيف سيتأثر الضحايا (و لكن حتى الآن لا توجد أبحاث عن إستراتيجيات للوعي أو إجراءات أو سياسات محددة). عنصر آخر قد يزيد من خطورة لتحرش الجنسي هو سياق العمل الجنسي (وجود عدة نساء يعملن في بيئة مغلقة أو يتدربن في مجال غير ملائم للسيدات).
طبقًا لدكتور أوريت كامير-Orit Kamir فإن أفضل وأنسب طريقة لتجنب التحرش الجنسي في العمل -و أيضًا للتأثير على الحالة الذهنية للعامة- هي أن يقر رئيس العمل بسياسة تمنع التحرش الجنسي وتوضحها للموظفين. ويضيف كامير أن العديد من النساء يفضلن تقديم شكوى وحلها في نطاق العمل بدلًا من أن يذيعوا مشاكلهم علنًا أو أن يراهم رؤسائهم وزملائهم في العمل خونة. ويفضل الأغلب حل واقعي لوقف التحرش ومنع الاتصال المستقبلي بالمتحرش بدلًا من الاتجاه إلى الشرطة. وتتحدث دراسة فليستنر-Felstiner وسارات-Sarat أكثر عن صعوبة تحويل الإساءة إلى دعوى قانونية حيث تصف الثلاث مراحل التي يجب أن تمر بها الضحية قبل الوصول إلى النظام القضائي وهي: التسمية -تعريف الأعتداء، اللوم -معرفة من هو المسؤول عن انتهاك الحقوق ومواجهته، وأخيرًا الإدعاء -الذهاب إلى الشرطة.

## تطور القانون في مختلف السلطات القضائية
يصنف إعلان القضاء على العنف ضد المرأة العنف إلى ثلاثة أنواع: ذلك الذي يحدث في العائلة والذي يحدث في إطار المجتمع  والذي ترتكبه أو تتغاضى عنه الولاية. يُستخدم مصطلح التحرش الجنسي لوصف العنف الذي يحدث في المجمتمع العام والذي يتم تعريفه على أنه: «العنف الجسدي والنفسي والجنسي الذي يحدث في المجتمع ويتضمن الاغتصاب والإساءة الجنسية والتحرش والتخويف الجنسي في العمل والمؤسسات الدراسية وأي مكان آخر والتجارة في النساء وفرض الدعارة.»
ففي الهند، قضية فيشاكا-Vishaka وآخرون ضد ولاية راجاستان في عام 1997 كان لها الفضل في تقرير أن التحرش الجنسي غير قانوني. في عام 1988 في إسرائيل جعل قانون تكافؤ الفرص ثأر الرئيس من موظفه بسبب رفضه لتلميحاته الجنسية جريمة. ولكن لم يكن حتى 1998 حتى جعل قانون التحرش الجنسي الإسرائيلي هذا التصرف غير قانوني.
في مايو 2002، عدل مجلس وبرلمان الاتحاد الأوروبي مجلس 1967 عن مساواة الرجل والمرأة في العمل لمنع التحرش الجنسي في مكان العمل واعتباره نوع من عنصرية الجنس والاعتداء على الكرامة. طلب ذلك المجلس من جميع أعضاء الاتحاد الأوروربي تبني قرارات تخص التحرش الجنسي أو إصلاح قرارات موجودة بالفعل مما يتوافق مع المجلس بحلول أكتوبر 2005.
في 2005، أضافت الصين بنود جديدة لقانون حماية حق المرأة لتتضمن التحرش الجنسي. في 2006، تم كتابة «ملحق شانجهاي» للمساعدة في تعريف التحرش الجنسي في الصين.
تم تجريم التحرش لأول مرة في تاريخ مصر الحديثة في يونيو 2014.
لا يزال التحرش الجنسي قانوني في الكويت وجيبوتي.

### التعريفات والقواعد القانونية المختلفة
التوصية العامة ال19 للأمم المتحدة في مؤتمر القضاء على جميع أنواع العنصرية ضد المرأة يُعّرف التحرش الجنسي للمرأة ع أنه يتضمن: 
 «أي فعل جنسي غير مرحب به كالأتصال الجسدي أو التلميحات أو التعليقات الجنسية الخاصة باللون، وعرض الإباحية والطلبات الجنسية سواء كان بالقول أو الفعل. هذا الفعل قد يكون مُذِل وقد يؤدي إلى مشاكل صحية وأمنية، إنه نوع من أنواع التمييز عندما تعتقد المرأة أن اعتراضها على مثل تلك الأفعال سيسبب لها في أضرار في العمل ومن ضمنها التعيين أو الترقية أو خلق جو عمل عدائي.»
في حين أن تلك السلوكيات تكون عادة بواسطة الرجال، فإن العديد من القوانين حول العالم مما تمنع التحرش الجنسي تعترف بأن كلًا من الرجال والنساء قد يكونوا متحرشين أو ضحايا للتحرش. إلا أن أغلب الإدعاءات تكون بواسطة النساء.
يوجد العديد من الأمور المتشابهة والمختلفة المهمة بين القوانين والتعريفات حول العالم.

### أفريقيا

#### المغرب
في 2006 صدر قانون أكثر صرامة يحرِم التحرش الجنسي في المغرب فارضًا غرامات وعقوبات قد تصل إلى الحبس لمدة 6 شهر. فالقانون الموجود آنذاك لم يكن مؤيدًا، فلم يكن الضحايا يبلغوا عن حوادث التحرش وختى إن تم التبليغ لم يكن يتم التحقيق في القضايا أو ملاحقتها بواسطة القضاء.

### أستراليا
قانون التمييز على أساس الجنس لعام 1984 يعرّف التحرش الجنسي على أنه «يتحرش شخص ما جنسيًا بشخص آخر إذا: (أ) لمّح الشخص تلميحًا جنسيًا غير مرحب به أو طلب خدمة جسدية غير مرحب بها من الضحية، (ب) شارك في سلوك غير مرحب به له طبيعة جنسية له علاقة بالضحية في ظروف يكون فيها الشخص المعقول -مع الأخذ في الأعتبار مل الظروف- قد توقع أن الضحية ستشعر بالإهانة أو الإذلال أو الخوف.»

### أوروبا
في الاتحاد الأوروبي، يوجد توجيهات للتحرش الجنسي. توجيهات 2002/73/EC -عن المعاملة بالمثل ل23 سبتمبر 2002 المعدّلة عن مجلس توجيهات 76/207/EEC عن تنفيذ مبدأ المساواة بين الرجال والسيدات في العمل والتدريبات المهنية وظروف العمل- تقول:

يتم تطبيق تلك التعريفات لتحقيق أهداف تلك التوجيهات:
·        التحرش الجنسي: هو حدوث أي شكل من الأفعال أو الاقوال الغير مرغوب فيها أو السلوكيات الجسدية ذات الطبيعة الجنسية بهدف التأثير أو الأعتداء على كرامة شخص، وبالأخص عند خلق بيئة مخيفة أو عدائية أو مذلة أو مهينة.
المضايقة أو التحرش الجنسي ضمن تلك التوجيهات سيتم اعتباره عنصرية على أساس الجنس وهو بالتالي محرم.
يعالج مؤتمر منع ومحاربة العنف ضد النساء والعنف المنزلي مشكلة التحرش الجنسي مستخدما تعريف مماثل.

#### الدنمارك
يتم تعريف التحرش الجنسي على أنه: عندما يُغير أي فعل أو قول من حالة الضحية الجنسية ضد رغبتها مؤديًا لإحساس الضجية بالدونية أو يجرح كرامتها. إن الرجل والمرأة متساويين، وأي فعل يحاول تغيير هذا الاتزان في الحالة مستخدمًا الجنس كأداة يتم اعتباره تحرشًا في العمل، يتم اعتبار التعليقات والمزاح عنصرية إذا صرح المدير بذلك في سياسة مكتوبة. القانون رقم 1385 ل21 ديسمبر 2005 ينظم هذا الموضوع.

#### فرنسا
في فرنسا، كلًا من القانون الجنائي وقانون العمل له علاقة بمشكلة التحرش الجنسي. فحتى 4 مايو 2014 فالمادة 222-33 من القانون الجنائي الفرنسي تصف التحرش الجنسي على أنه: «مضايقة أي شخص من أجل الحصول على خدمات جنسية.»
منذ عام 2002، تم إدراك احتكالية وجود تحرش بين الزملاء في العمل. في 4 مايو 2012، ألغت المحكمة العليا الفرنسية تعريف القانون الجنائي الخاص بالتحرش الجنسي على أساس أنه مبهم، ونتج هذا القرار عن قانون إصدار الأحكام الأولية في مسألة الدستور. ونتيجة لذلك القرار، تم إلغاء كل الإجراءات المعلقة قبل المحاكم الجنائية. العديد من المنظمات النسائية الغير حكومية مثل: الرابطة الفرنسية لضحايا الإرهاب-AFVT انتقدت ذلك القرار. الرئيس فرانسوا هولاند-Franҫois Holande ووزيرة العدالة كريستين توبيرا-Christine Taubira ووزيرة المساواة نجاة بالقاسم طلبوا أن يتم التصويت لقانون آخر بسرعة. ونتيجة لذلك، تم التصويت لقاتون جديد n°2012-954 du 6 août 2012، موفرًا تعريف جديد. بالإضافة إلى الأحكام الجنائية، فإن قانون العمل الفرنسي يمنع التحرش الجنسي. صوّت المشرّع لقانون في 2008 يشبه توجيهات 2002/73/EC بدون تعديل لقانون العمل الفرنسي.

#### ألمانيا
التحرش الجنسي ليس جريمة قانونية في ألمانيا. في بعض الحالات الخاصة يمكن اعتباره تهمة «إهانة» (في سياق جنسي) طبقًا للقانون الجنائي 185 ولكن فقط إن اظهرت الظروف الخاصة تصرف مهين. لدى الضحية الحق في الدفاع عن النفس فقط في حالة حدوث هجوم. يمكن للضحية الدفاع عن النفس فقط في وقت محاولة الجاني للمسها أو تقبيلها. فعلى سبيل المثال، إذا صفعت الضحية الجاني بعد توقف الأعتداء فإنه يتم إتهام الضحية بالاعتداء حسب القانون الجنائي 233.
في يونيو 2016، قرر الائتلاف الحاكم النقاط الرئيسية في القانون الذي يحكم الاعتداءات الجنسية (المجرم الجنسي، حرفيًا: قانون عقوبة جنحة التحرش الجنسي). في 7 يوليو 2016، مررت البوندستانغ-Bundstang القرار وبحلول خريف 2016 ستُقدم مسودة إلى الفرقة الثانية من برلمان البوندستانغ. بواسطة هذا التغيير، سيكون التحرش الجنسي ذو عقوبة في القانون الجنائي.

#### اليونان
ردًا على تعليمات الاتحاد الأوروبي 2002/73/EC، فإن اليونان أصدرت قرار 3488/2006 (O.G.A.'.191) ويوضح القرار أن التحرش الجنسي هو عنصرية جنسية في مكان العمل، ولدى الضحايا الحق في التعويض. قبل هذا القرار، كانت سياسة التحرش الجنسي في اليونان ضعيفة جدًا. فالتحرش الجنسي لم يكن معرفًا في أي من القوانين، وكان الضحايا يستخدمون القوانين العامة فقط، والتي كانت عاجزة عن معالجة المشكلة.

#### روسيا
في القانون الجنائي للاتحاد الروسي (المادة 118) يوجد قانون يمنع استغلال مناصب العمل والتحكم المادي في الإكراه على العلاقات الجنسية. ومع ذلك، فطبقًا لمركز موسكو لدراسات الجنس، فإن المحاكم لا تفحص تلك المشاكل عمليًا.
و تقتبس صحيفة الدايلي تلغراف-The Daily Telegraph إحصائية تقول «100% من النساء العاملات في روسيا تعرضوا للتحرش اجنسي بواسطة رؤسائهم، 32% قالوا أنهم مارسوا معهم العلاقة الجنسية على الأقل مرة واحدة، و 7% ادعوا أنه تم اغتصابهم.»

#### سويسرا
يتضمن الدستور الأتحادي قانون منع العنصرية (المادة 4، الفقرة 2 من الجستور الاتحادي القديم) لعام 1981 وتم الإقرار به في المادة 28 الفقرة 2 من الدستور المنقح. منع التحرش الجنسي في العمل هو جزء من القانون الاتحادي بشأن المساواة بين الجنسين ل24 مارس 1995 حيث أنه أحد الأحكام التي تمنع العنصرية في العمل وتهدف إلى ترويج المساواة.
المادة 4 من القانون الاتحادي بشأن المساواة بين الجنسين يعرّف الظروف، والمادة 5 تعرّف الحقوق القانونية، والمادة 10 للحماية من الطرد أثناء الشكوى. المادة 328 الفقرة 1 من قانون الالتزامات، والمادة 198 (2)  من قانون العقوبات، والمادة 6 الفقرة 1 من قانون العمل يتضمنوا أحكام قانونية على منع التحرش الجنسي. قانون منع التحرش الجنسي يُقصد به رؤساء العمل حصريًا في نطاق مسؤولياتهم في الحفاظ على الشخصية والصحة العقلية والجسدية. المادة 4 من القانون الاتحادى بشأن المساواة بين الجنسين لعام 1995 يعرّف التحرش الجنسي في العمل على أنه: «أي تصرف له طبيعة جنسية أو متعلق بالجنس يهين الكرامة الإنسانية للرجال والنساء في العمل. ويتضمن ذلك: التهديدات والوعود بالصلاحيات والإكراه والضغط للحصول على راحة لها طبيعة جنسية.»

#### المملكة المتحدة
تم تعديل قانون العنصرية لعام 1975 لتقرير أن التحرش الجنسي نوع من أنواع العنصرية في عام 1986. ويوضح أن التحرش يحدث عند وجود سلوك غير مرغوب فيه بناءًا على جنس الشخص أو سلوك له طبيعة جنسية بقصد الانتهاك والتأثر على كرامة الشخص مما يخلق بيئة مخيفة وعدائية ومهينة وهجومية. إذا عامل رئيس العمل أحدهم بأسلوب غير ملائم بسبب رفضه أو خضوعه لأحد الأفعال التي تم ذكرها فإن ذلك يعتبر تحرشًا.

### آسيا

#### مصر
جاء صيف 2020 في مصر بأكثر من 100 قضية للتحرش والاعتداء الجنسي والاغتصاب ضد طالب جامعة مرموقة. وقد أثار ذلك حملة مجددة في البلد الذي تتفشى فيه حالات التحرش والاعتداء الجنسي.

#### الهند
معلومات أكثر عن التمييز على أساس الحنس في الهند وإغاظة حواء-Eve Teasing (و هو مصطلح يُستخدم في جنوب آسيا للتعبير عن تحرش الرجال بالنساء) وقانون منع وتحريم وتقويم التحرش الجنسي في العمل لعام 2013.
يسمى التحرش الجنسي ب«إغاظة حواء» في الهند ويتم تعريفه على أنه: «أي إشارة أو تصرف جنسي غير مرحب به سواء أكان صريحًا أم لا كالتعليقات الجنسية العرقية والاتصال الجسدي وعرض الإباحية وطلب أو فرض الخدمات الجنسية وأي فعل أو قول ذو طبيعة جنسية أو مهين جنسيًا أو غير مقبول.»
و العامل الحرج هنا هو عدم قبول الفعل، وبالتالي يصير تأثير الفعل على الضحية له علاقة أكبر من نية الجاني. فطبقًا للدستور الهندي، فالتحرش الجنسي ينتهك حق المرأة الأساسي في المساواة -في المادة 14- وفي حقها في الحياة والعيش بكرامة -في المادة 21-.
في 1997، عرّفت المحكمة العليا في الهند التحرش الجنسي في العمل عن طريق دعاوي المصلحة العامة، وعرّت أيضًا الإجراءات الوقائية وآليات الإصلاح. وهذا القرار معروف علنًا باسم قرار فيشاكا-Vishaka. في أبريل 2013، أصدرت الهند قانونها الخاص بالتحرش الجنسي في العمل -قانون منع وتحريم وتقويم التحرش الجنسي في العمل-. بعد حوالي 16 سنة من المبادئ التوجيهية لمنع التحرش الجنسي في العمل وتعريف مبادئ فيشاكا، أيّد القانون العديد من المبادئ والذي كان خطوة نحو تنظيم قوانين مساواة الجنسين. ويهدف القانون إلى ضم جميع النساء العاملات في نطاقه، متضمنًا النساء اللاتي يعملن في أقسام غير منظمة وأيضًا العاملات في المنزل.
عرّف القانون التحرش الجنسي على أنه خرق في الحقوق الأساسية للمرأة في المادة 14 و 15 من اقانون الهندي، وفي حقها في الحياة والعيش بكرامة في المادة 12 من الدستور، وأيضًا في حقها في ممارسة أي مهنة أو شغل أي وظيفة أو تجارة أو عمل متضمنًا الحق في بيئة آمنة من التحرش الجنسي.
و يصرح القانون أيضًا بأن الحماية ضد التحرش والحق في العمل بكرامة هي حقوق إنسانية معروفة عالميًا بواسطة اتفاقيات وصكوك عالمية كاتفاقية القضاء على جميع أنواع العنصرية ضد المرأة والتي تم غبرامها في 25 يونيو 1993 بواسطة حكومة الهند.
القانون الجنائي المُعدل لعام 2013 قدم تغييرات في قانون العقوبات، جاعلًا التحرش الجنسي جريمة في المادة A354، وعقوبته تصل حتى ثلاث سنوات من السجن مع أو بدون غرامة. قدم التعديل أيضًا أقسام جديدة أصبحت فيها التصرفات مثل تعرية المرأة بالإكراه أو مطاردتها أو مضايقتها جنسيًا بواسطة شخص ذو سلطة جريمة.

#### إسرائيل
يفسر قانون التحرش الجنسي الإسرائيلي لعام 1998 التحرش بصورة عامة، ويحرم الفعل ويعتبره فعل عنصري ومُقيِد للحريات وجيمة ضد الكرامة الإنسانية واعتداء على حق الأشخاص في الاحترام وانتهاك للحق في الخصوصية. أيضًا، يمنع القانون التخويف والتأر المتعلق بالتحرش والذي يعرفه القانون على أنه «معاملة ضارة».

#### اليابان
ظهر التحرش الجنسي (أو سيكوهارا-Sekuhara باليابانية) بشكل كبير في لحوار الياباني عام 1989، عندما حكمت محكمة في فوكوكا-Fukuoka لصالح امرأة تعرضت لنشر الإشاعات الجنسية بواسطة زميل لها. عندما تم التبليغ عن تلك القضية شاع اضطراب في رأي العامة، وتم نشر 10 كنب من ضمنها كتب إنجليزي للذكور عن مبادئ «كيف لا تضايق امرأة». تم تسمية سيكوهارا بكلمة العام لعام 1989. تم الفصل في القضية مصلحة الضحية في 1992، وتم إعطاؤها حوالي 13000 دولار كتعويض، وهي أول قضية تحرش جنسي في التاريخ الياباني.
اسست القوانين نوعين من التحرش الجنسي، دايسو-daisho والمتعلق بالجوائز أو العقوبات الخاصة بالأفعال الجنسية صراحة، وكانكيو-kankyo والمتعلق بجعل البيئة غير مريحة بواسطة التعليقات أو النكات الجنسية أو اللمس أو تعليق لوحات جنسية. ويطبق ذلك على جميع من في العمل من ضمنهم العملاء.

#### باكيستان
اصدرت باكيستان قانون التحرش في 2010 وتم تسميته ب«قانون منع التحرش ضد النساء في العمل لعام 2010». يعرّف القانون التحرش على أنه «أي فعل أو تلميح جنسي غير مرحب به، أو طلب لخدمات جنسية أو أي قول أو اتصال مكتوب أو جسدي له طبيعة جنسية أو مهين جنسيًا مما يؤثر على أداء العمل أو يخلق جو عمل عنيف أو عدائي بالإضافة إلى محاولة عقوبة الضحية بسبب رفضها لتلك الطلبات أو جعلها شرطًا للتوظيف.» أقرت باكيستان بقواعد السلوك العادلة بين الجنسين في العمل والتي تتعامل مع قضايا التحرش الجنسي. أعلن الاتحاد ضد التحرش الجنسي في العمل أنه سوف يتم عمل لجنة لتحديد قواعد الإجراءات، وعرّف التحرش الجنسي تقريبًا بنفس تعريف الولايات المتحدة والثقافات الأخري.

#### الفلبين
تم إصدار قانون مكافحة التحرش الجنسي لعام 1995:
أولًا لحماية واحترام كرامة العاملين والموظفين والمتقدمين للعمل وأيضًا للطلاب في المؤسسات التعليمية ومراكز التدريب. يتكون هذا القانون من 10 أقسام، ويقدم تعريف دقيق للتحرش الجنسي الخاص بالعمل والتعليم والتدريب ويحدد التشريعات الخاصة بالتحرش الجنسي، ويحدد أيضًا الواجبات والمسؤوليات الخاصة برؤساء العمل في حالات التحرش الجنسي، ويحدد عقوبات وأحكام الانتهاكات. ومن الجدير بالذكر أنه يمكن للضحية أن ترفع دعوى منفصلة خاصة بالضرر بجانب رفع دعوى التحرش الجنسي.

#### السعودية
تم إصدار نظام مكافحة التحرش في عام 2018م، والمقصود بالتحرش في هذا النظام هو «كل قول أو فعل أو إشارة ذات مدلول جنسي، تصدر من شخص تجاه أي شخص آخر، تمس جسده أو عرضه، أو تخدش حياءه، بأي وسيلة كانت، بما في ذلك وسائل التقنية الحديثة»
وحدد النظام عقوبة مرتكب جريمة التحرش بالسجن مدة لا تزيد على سنتين وبغرامة مالية لا تزيد على مئة ألف ريال، أو بإحدى هاتين العقوبتين.

### تطور قانون التحرش الجنسي

#### مكان العمل
المقال الرئيسي: التحرش الجنسي في مجال العمل في الولايات المتحدة.
في الولايات المتحدة، يمنع قانون الحقوق المدنية لعام 1964 العنصرية الوظيفية المبنية على الجنس والعرق واللون والدين والأصل الوطني. في البداية كان المقصود بها محاربة التحرش الجنسي ضد النساء، ولكن قانون الولايات المتحدة 42 (2000e-2) يمنع العنصرية الجسدية ضد كلًا من الرجال والنساء. يحدث هذا التمييز عندما يكون جنس العامل شرطًا لقبوله في الوظيفة (كعمل النساء نادلات وعمل الرجال نجارين) أو عندما يكون المتطلب الوظيفي لا يشمل الجنس ولكن يتم رفض جنس معين أكثر من الآخر بسببه (كالطول والوزن). يطبق هذا القانون فقط على رؤساء العمل ذوي ال15 عامل أو أكثر.
يُعتقد أن قضية بارنز-Barnes ضد تراين-Train في عام 1974 أول قضية تحرش جنسي في أمريكا، بالرغم من أن ذلك المصطلح لم يكن يُستخدم حينها. مصطلح «التحرش الجنسي» تم صياغته وتعميمه بواسطة لين فارلي في 1975، بناءًا على نمط لاحظته في فصل درسّته في جامعة كورنل عن السيدات والعمل في 1974. في 1976، ثبتت قضية ويليامز-Williams ضد ساكسبي-Saxbe أن التحرش الجنسي هو نوع من أنواع العنصرية الجنسية عند تقديم تلميحات جنسية من رئيس العمل الذكر للعاملة الأنثى، وإن تم إثباته سيتم اعتباره حاجز صناعي للتوظيف موضوع أمام جنس معين دون الآخر. في 1980، اصدرت لجنة تكافؤ فرص العمل لائحة تعرّف التحرش الجنسي وتقرر أنه نوع من العنصرية الجنسية وأنها ممنوعة بواسطة قانون الحقوق المدنية لعام 1964. في 1968، عرّفت المحكمة العليا لأول مرة (في قضية مريتور سافينج بانك-Meritor Savings Bank ضد فينسون-Vinson) التحرش الجنسي كانتهاك للمادة السابعة، وأقرّت المعايير التي تثبت إن كان السلوك مرحبًا به ودرجات مسؤولية الموظف، وهذا الخطاب أو السلوك يمكن أن يخلق جو عدائي.
قانون الحقوق المدنية لعام 1991 زوّد أحكام للمادة السابعة متضمنًا توسيع حق المرأة في إقامة دعوى وتعويضات مالية وتأديبية للعنصرية الجنسية والتحرش، وقضية إليسون-Ellison ضد باردي-Bardy أدت إلى رفض معيار الشخص العاقل أمام معيار المرأة العاقلة مما سمح بتحليل القضايا من نظر المُدعي وليس الجاني. أيضًا في عام 1991، أصبحت قضية شركة جينسون-Jenson ضد شركة إيفيليث تاكونيت-Eveleth Taconite Co. هي أول قضية يتم اعتبارها قضية دعوى جماعية ممهدة الطريق لقضايا أخرى. وبعد 7 سنين في 1998، من خلال نفس القضية، تم إنشاء سوابق جديدة مما زاد من حد «اكتشاف» قضايا التحرش الجنسي، والذي سمح للخسائر النفسية من الدعاوي أن يتم تقديرها في التعويضات. في نفس السنة، قضت المحكمة في قضيتي (فارغار-Faragher ضد سيتي-City في بوكاراتون في فلوريدا) و (برلينجتون-Burlington ضد إليرث-Ellerth) بأن رؤساء العمل عرضة للتحرش من موظفيهم. علاوة على ذلك، فإن قضية أونكيل-Oncale ضد شركة خدمات ساندونير البحرية-Sundowner offshore services حددت سابقة التحرش من نفس الجنس، والتحرش الجنسي بدون دافع «الرغبة الجنسية»، مصممة أن أي عنصرية معتمدة على الجنس موجبة لإقامة دعوى طالما أنها تضع الضحية في ظروف عمل غير ملائمة، بغض النظر عن جنس الضحية أو الجاني.
في 2006، كانت قضية وايت-White ضد برلنجتون نورثرن-Burlington Northern وشركة سانتا في لسكك الحديد-Santa Fe Railway co. السبب في مراجعة معيار الثأر ضد شكوى التحرش الجنسي حيث تم مراجعتها لتتضمن أي قرارات تعيين مُعاكِسَة أو معاملة قد تثني العامل عن رفع دعوى أو دعم دعوى ضد العنصرية. في 2007 وحدها تلقت لجنة تكافئ فرص العمل والوكالات المماثلة 21510 دعوى جديدة عن التحرش الجنسي في العمل.
في 2010، في قضية ريفز-Reeves ضد شركة سي اتش روبينسون-C.H. Robinson Worldwide, Inc. تم الحكم فيها بإمكانية خلق جو عدائي في العمل إذا تم استخدام لغة جنسية صريحة أو وُجدت الإباحية، ومن الممكن وجود مكان عمل عدائي حتى إن لم يكن يقصد به موظف معين.
من 2010 حتى 2016، حوالى 17% من شكاوي الدعاوي الجنسية تم تقديمها بواسطة الرجال.

#### التعليم
المقال الرئيسي: التحرش الجنسي في التعليم في الولايات المتحدة.
المادة التاسعة من تعديلات التعليم لعام 1972 تقول: «لا شخص في الولايات المتحدة يجب استبعاده من المشاركة على أساس الجنس أو منعه من الفوائد أو يتعرض للعنصرية في أي نظام تعليمي أو نشاط ممن يتلقوا دعم مالي فيدرالي.»
في قضية فرانكلين-Franklin ضد مدارس مقاطعة جوينت الحكومية-Gwinnett county public schools في 1992، قررت المحكمة العليا أن المواطنين العاديين يمكن أن يحصلوا على تعويضات من المدرسين عندما يتحرشوا جنسيًا بطلابهم. في قضية مدرسة بيثيل لمقاطعة رقم 403-Bethel school district no. 403 ضد فرازير-Fraser عام 1986، حكمت المحمكة بأن المدارس لها سلطة تأديب الطلاب إن استخدموا لغة فاحشة أو بذيئة، والذي يمكن اعتباره كتدخل جوهري في العملية التعليمية وتعارض مع القيم الأساسية لتعليم المدارس الحكومية.  تحت القوانين التي تم إصدارها في 1997 بواسطة قسم التعليم الأمريكي والتي تحكم المادة التاسعة، فأحياء المدارس يجب أن تكون مسؤولة عن التحرش بواسطة المدرسين إذا كان المتحرش يستخدم منصبه وسلطته في المؤسسة للتحرش بطلابه. في قضيتي (دافيس-Davis ضد مجلس تعليم مقاطعة مونرو-Monroe County Board of Education) و (موريل-Morell ضد مدرسة المقاطعة الأولى-School District no.1) لعام 1999، تم تعيين مسؤولية تحرش الأقران ببعض للمدارس إذا اثبت المدعي بشكل كافي أن الإدارة تُظهر عدم اهتمام مقصود بمعرفة وجود عنصرية.

#### بالإضافة إلى
يوجد عدد من الخيارات القانونية لتقديم شكوى في الولايات المتحدة: الوساطة وهي تقديم شكوي للجنة تكافؤ فرص العمل أو ممارسة التوظيف العادلة الخاصة بالولاية (و كلاهما يخص التحرش الجنسي في العمل)، أو تقديم شكوى ضرر... إلخ. قد لا يكون التحرش الجنسي خطير كفاية لرفع دعوى قانونية، يوجد عدة أنواع من التحرش الجنسي ولا يوجد حد أدنى من التحرش في القانون. ولكن كثيرون آخرون ممن تعرضوا للتحرش الجنسي كانت لديهم قضية قوية ضد المتحرش. لهذا السبب – وأيضًا للتفضيل العام للاستقرار- فقط العديد من القضايا يصل إلى المحكمة الفيدرالية. الجزء الذي يخص لجنة تكافؤ فرص العمل يصف التعريف القانوني الذي خُلق للتحرش الجنسي في العمل. التعريفات المشابهة لتعريف لجنة تكافؤ فرص العمل تم خلقها للبيئات الأكاديمية في الولايات المتحدة الخاصة بقسم التعليم والتوجيه ضد التحرش الجنسي.

#### تعريف لجنة تكافؤ فرص العمل
تزعم لجنة تكافؤ فرص العمل أنه من غير القانوني مضايقة متقدم للعمل أو موظف من أي جنس في العمل، وتتضمن هذه المضايقة التحرش الجنسي. وتقول اللجنة أن المتحرش والضحية قد يكونوا من أي جنس وأنه ليس من الضروري أن يكونا من جنسين مختلفين. لا يمنع القانون التعليقات الوقحة أو المضايقات البسيطة أو الحوادث التي ليست جدية. إذا وصلت المضايقة لدرجة خلق جو عمل صعب فسوف يتم الاهتمام بها. في 1980، قدمت اللجنة مجموة من المبادئ التوجيهية لتعريف وفرض المادة السابعة (تم توسيعها في 1984 لتشمل المؤسسات التعليمية). وتعرف اللجنة التحرش الجنسي على أنه:
أي إيحاء جنسي غير مرحب به أو طلب خدمة جنسية أو أي فعل أو قول له طبيعة جنسية عندما:
1.     يكون الخضوع لذلك الفعل بسبب جعله شرطًا للقبول الوظيفي صراحة أو ضمنًا
2.     يكون الخضوع لذلك السلوك أو رفضه سببًا في اتخاذ القرار بشأن الوظيفة مما يؤثر على الفرد.
3.     تكون الغاية من ذلك الفعل أو تأثيره يؤثر على أداء الفرد في العمل أو يخلق جو عمل مخيف وعدائي.
يتم تسمية رقم 1 و 2 «كويد برو كوا-Quid pro quo وهو مصطلح يوناني يعني المقايضة»، فهما رشوة جنسية أو وعد بالنفع مقابل إكراه جنسي. أما رقم 3 فتعرف بجو عمل دائي وهو حتى الآن الأكثر شيوعًا، وهذا النوع غير واضح المعالم وأكثر ذاتية.
ملحوظة: يجب تقديم شكوى التحرش في مكان العمل للجنة تكافؤ فرص العمل وانتظار الحصول على تصريح «الحق في المقاضاة» قبل تقديم دعوى قضائية ضد الشركة في المحاكم القضائية.

#### التحرش الجنسي بالمقايضة
يحدث ذلك في مكان العمل عندما ترتبط الوظيفة بخضوع الموظف لفعل جنسي غير مرحب به. فعلى سبيل المثال، عندما يتم وعد الموظف بعلاوة إن ذهب في موعد غرامي مع مديره، أو التهديد بالرفد مقابل إقامة علاقة جنسية. أيضًا عندما يتخد الموظف قرار تقييمي بشأن عمله أو يُقدّم على فرص عمل أخرى أو يرفضها بناءًا على خضوع موظف آخر لسلوك جسدي أو لفظي له طبيعة جسدية. وهذا النوع من التحرش غير قانوني سواء قاومت الضحية وعانت من التهديد أو خضعت لتجنب تلك التهديدات.

#### التحرش الجنسي المسبب لجو عمل عدائي
المقال الرئيسي: جو عمل عدائي
يحدث هذا عندما يتعرض الموظف لتعليقات ذات طبيعة جنسية أو اتصال جنسي غير مرحب به أو اعتداءات جنسية كجزء منتظم من جو العمل. ع الأغلب، حادثة واحدة منعزلة ليست كفاية لإثبات جو العمل العدائي إلا إن كانت تتضمن سلوك فاحش وفاضح للغاية. ستحاول أن تحدد المحكمة إذا كان ذاك السلوك جدي ومتكرر أم لا. المشرفين الزملاء ومدراء العمل وحتى العملاء قد يكونوا مسؤولين عن خلق جو عمل عدائي.

الخط الفاصل بين التحرش الجنسي بالمقايضة والمسبب لجو عمل عدئي غير واضح في معظم الأحيان وغالبًا ما يحدث كلاهما سويًا. فعلى سبيل المثال، تتأثر ظروف عمل الموظف عند وجود جو عمل عدائي جنسيًا مما يؤدي لإقالة الموظف. في نفس الوقت، المشرف الذي يتحرش جنسيًا بالموظف قد يهدده ضمنيًا بالثأر إن لم يستجب.
«أيضًا يمكن أن يكتسب التحرش المسبب لجو عمل عدائي خصائص التحرش بالمقايضة إذا استخدم رئيس العمل سلطته على قرارات التوظيف لإجبار الموظف على المشاركة في سلوكيات جنسية. من الممكن أن يؤدي التحرش الجنسي إلى رفد ثأري إن رفضت الضحية الاستسلام، فيتم إقالتها ثأرًا على رفضها. تحت تلك الظروف، سيكون من الملائم اعتبار أن كلًا من التحرش والثأر هو انتهاك للقسم 704(a) من المادة السابعة.»

#### عنصرية التوجه الجنسي
في الولايات المتحدة لا يوجد قوانين فيدرالية تمنع العنصرية ضد الموظفين بناءًا على توجههم الجنسي. ومع ذلك، الأمر التنفيذي 13087 والذي تم توقيعه بواسطة الرئيس بيل كلينتون-Bill Clinton يعتبر العنصرية بناءًا على التوجه الجنسي ضد الموظفين خارجة عن قانون الحكومة الفيدرالية. إذا كان صاحب العمل يملك شركة صغيرة في ولاية يوجد بها قانون ضد التمييز بناءًا على التوجه الجنسي فإن صاحب العمل يجب أن يلتزم بذلك القانون حتى إن لم يكن هناك قانون فيدرالي يمنع ذلك. عشرون ولاية بالإضافة إلى مقاطعة كولومبيا لديهم قوانين ضد هذا النوع من العنصرية في مكان العمل. وتتضمن تلك الولايات: كاليفورنيا وكونيتيكت وكولورادو وهاواي وإلينوى وأيوا وماين ومارى لاند وماساشوستس ومينيسوتا ونيفادا ونيوجيرسي ونيوهامشير ونيو مكسيكو ونيويورك وأوريجين ورود أيلاند وفيرمونت وواشنطن وويسكونسن. فعلى سبيل المثال، لدى ولاية كاليفورنيا قانونين لحماية الموظفين الذين تم معاملتهم بعنصرية بناءًا على التوجه الجنسي. وتمنع قوانين كاليفورنيا العنصرية ضد هؤلاء الذين لديهم صفات ليست نمطية فيما يتعلق بالجنس كالتصنع والمظهر وطريقة الكلام.
تأتي العنصرية بناءًا على التوجه الجنسي -على سبيل المثال- عندما يتم فرض زي معين على الموظفين، أو يُسمح للسيدات فقط دون الرجال بوضع مساحيق التجميل، أو جعل السيدات والرجال يستخدمون الحمامات المخصصة لهم فقط دون أخد المتحولين جنسيًا في الأعتبار.

#### الثأر
يحدث الثأر عندما يعاني الموظف من أثر سلبي بعد تقديم شكوى تحرش جنسي أو مساعدة أحدهم في تقديم شكوى أو المشاركة في نشاطات تمنع العنصرية. قد تتضمن الآثار السلبية الإقالة أو إنزال الرتبة أو الإيقاف عن العمل أو منع ترقية أو الحصول على تقييم سييء أو تكرار مهمة غير ملائمة أو أي قرار توظيف عكسي أو معاملة قد تمنع أي موظف مناسب من دعم أو رفع دعوى عنصرية. (انظر قضية برلينجتون نورثرن وشركة سانتا في لسكك الحديد ضد وايت). إن الثأر غير قانوني كالتحرش مفسه ولكنه صعب الإثبات أيضًا. والثأر أيضًا غير قانوني حتى إن لم يتم إثبات قضية التحرش.

## الأسلاف التاريخية

### روما القديمة
في روما القديمة، طبقًل لبروس دابل يو فرير-Bruce W. Frier وتوماس إيه جيه ماكجين-Thomas A.J. MacGinn فما يُطلق عليه الآن تحرش جنسي كان وقتها هو أي نوع من المبادرة بالكلام أو المطاردة أو الخطف. المبادرة بالكلام كانت المضايقة بمحاولة الإغراء أو الاعتداء على عفة أحدهم بالحديث الجذاب خلافًا للأخلاق الحميدة، وكان ذلك يعتبر جريمة أكثر من الكلام الفاحش والنكات القذرة وأمثالهما، أما الكلام الكريه والصخب مصاحبًا للمبادرة بالكلام مع الفتيات الصغيرًا. المحترمات -و إن كانوا يرتدون أزياء العبيد- فكان جريمة أقل، والمبادرة بالكلام مع نساء يرتدون ملابس كالعاهرات كان يعتبر جريمة أقل وأقل. المطاردة كانت الملاحقة المستمرة الصامتة، وكانت ضد الأخلاق الحميدة لأن وجود المطارد المستمر كان يضمن خسارة السمعة بشكل ملحوظ. خطف المرافق -و هو شخص يتبع شخصًا آخر كرفيق وممكن أن يكون عبدًا- كان النجاح في إجبار أو إقناع المرافق بالبعد عن الهدف المطلوب، ولكن خطف امرأة عندما لا تكون ترتدي زي محترم كان جريمة أقل.

## النقد
بالرغم من أن مصطلح التحرش الجنسي معروف عامًة ليتصمن التصرفات البائسة أخلاقيًا وذات الضرر الواضح، إلا أن حدوده واسعة ومثيرة للجدل. وبناءًا على ذلك يمكن أن يحدث سوء الفهم. ففي الولايات المتحدة، تم انتقاد قانون التحرش الجنسي بواسطة أشخاص كمحامي الدفاع الجنائي آلان ديرشويتز-Alan Dershowitz والكاتب القانوني والليبرالي إيجوين فولوك-Eugene Volokh على أساس أنه يفرض حدودًا على الحق في التعبير.
جانا ريف-Jana Rave، أستاذة في الدراسات التنظيمية في كلية كوين لإدارة الأعمال انتقدت سياسة التحرش الجنسي في صحيفة أوتاوا التجارية-Ottawa Business Journal بناءًا على أنها تساعد النساء النمطية في الحفاظ على مظهرهم كأشخاص رقسقة لا تهتم بالجنس متطلبين ماية خاصة عندما تكون شكاويهم تقلل أرباح الشركة في نفس لوقت. وتقول كاميل باليا-Camille Paglia أن البنات الصغيرًا. قد يتصرفون بشكل يساعد على جعل التحرش الجنسي أسهل، فعلى سبيل المثال عندما يتصرفن بلطف قد يجعل ذلك منهن أهداف. وعلّقت باليا في مقابلة مع مجلة بلاي بوى-Playboy: «استوعب الدرجة التي قد يستدعي فيها لطفك الآخرين لقول أشياء خليعة وإباحية لك -أحيانًا بغرض الأعتداء على ذلك اللطف-. فكلما احمررت خجلًا، كلما أراد الآخرون فعل ذلك أكثر.»
و يجزم منتقدون آخرون أن التحرش الجنسي هو بالفعل مشكلة جدية، ولكن الآراء الحالية تركز بشكل كبير جدًا على النشاط الجنسي فضلًا عن السلوكيات التي تُضعف من قدرة الرجال والنساء على العمل معًا بفاعلية. فيكي شولتز-Viki Shultz أستاذة القانون بجامعة يال-Yale تعلّق: "أغلبية أنواع التحرش الجنسي المنتشرة مُصمَمَة للحفاظ علي مكان العمل -خاصة خطوط العمل الأكثر مكافأة- كحصن للرجال للحفاظ على كفاءتهم وسلطتهم." الناشطة النسائية جين جالوب-Gane Gallop ترى أن تطور تعريف التحرش الجنسي يأتي من انقسام بين من تُطلق عليهم "ناشطات نسائيات قويات" وهن المواليات للجنس (مثلها) وبين هؤلاء الذين تطلق عليهم "ناشطات نسائيات ضحايا" وهن الغير مواليات للجنس، وترى أن هذا الانقسام أدى إلى انحراف في تعريف التحرش الجنسي والذي كان عن التمييز على أساس الجنس ولكن أصبح الآن على أي شيء متعلق بالجنس."
هناك أيضًا قلق بسبب انتهاك سياسات التحرش بواسطة الأفراد وأيضًا المدراء وأصحاب العمل حيث يستخدمون ادعاءات خاطئة وطائشة كطريقة لإقالة الموظفين الذين يريدون طردهم لأسباب أخرى. غالبًا ما يكون هؤلاء الموظفين ليس لديهم أي ملجأ بفضل القانون في معظم ولايات أمريكا.
أودونهي-O'Donohe وباورز-Bowers حددوا 14 طريقة ممكنة للإدعاء الخاطئ بالتحرش الجنسي وهم:«الكذب واضطراب الشخصية الحدية واضطراب الشخصية الهيستيري والذهان والتحيز الجنسي وتعاطي المخدرات والعته والذكريات الخاطئة والتفسيرات الكاذبة والمقابلات المتحيزة والأعتلال الاجتماعي واضطرابات الشخصية الغير محددة غير ذلك.»
يوجد أيضًا نقاش حول إن كانت بعض الاتجاهات الحديثة نحو الأزياء الكاشفة والعادات المتساهلة قد خلقت بيئة أكثر جنسية، حيث أن بعض طرق التواصل يُطلق عليها تحرش جنسي ظلمًا، ولكنها ببساطة رد فعل للجنسنة الأكبر التي تحدث يوميًا في المجتمعات المختلفة.
يوجد عدة مناقشات حول كيفية تعامل المؤسسات مع التحرش الجنسي. فبعض المراقبون يؤيدون بقوة مبدأ عدم تسامح المؤسسات وهو «يجب الإبلاغ... يجب التحقيق... يجب العقوبة.»
و يكتب البعض أيضًا أن هؤلاء من يشعرون بالتحرش يجب أن يكون لديهم العديد من الخيارات.